# Persiguiendo sueños
Persiguiendo sueños es una película de 1999 dirigida por Ed Radtke (n. 1962). La banda sonora fue compuesta por Georgiana Gomez y Keith Nickoson.

## Sinopsis
Narra la historia de Freddy, un joven de Filadelfia al que le cuesta afrontar la responsabilidad de haber dejado embarazada a su novia. Sale de su pueblo en busca de alguien que le ayude, aunque no conoce a nadie, salvo a su padre, a quien no ve desde hace años y de quién no sabe si va a recibir ayuda. Se traslada de un lugar a otro haciendo autoestop. En el camino, encuentra a Albert, un adolescente que se ha fugado de un centro de rehabilitación de menores, y se convierten en compañeros fortuitos de viaje, de una búsqueda en la que se reflejan las necesidades de amistad y afecto latentes en todo ser humano.
Freddy no busca un compañero de viaje. Sólo intenta contactar con su padre para ver si puede ayudarles a él y a su novia a salir adelante. Pero su padre ha salido de prisión tras 12 años, y es posible que ni siquiera le reconozca.
Por el camino, se topa con Albert, que se empeña en acompañarle a pesar de la inicial indiferencia de Freddy. Albert, a su vez, quiere encontrar a su madre, de la que conserva una postal. 
Los dos jóvenes encontrarán a muy diversas personas en su viaje, cada una con una historia diferente detrás. La película ofrece un retablo de personajes tras los cuales laten aspiraciones comunes al género humano: afecto, seguridad, amistad... Algunas de ellas parecen haber encontrado el sentido de sus vidas, otras permanecen en una búsqueda ahogada por las exigencias de la vida ordinaria.
Freddy acaba por aceptar la amistad de Albert, aunque la confianza depositada en él no tardará en verse defraudada por una realidad distinta: Albert es un adolescente conflictivo rechazado por su madre, a la que no conoce.
El final de la película nos deja entrever algo de esperanza en lo que se refiere al destino de Freddy, pero el de Albert no hace sino reflejar la vida de tantos adolescentes que, como él, se ven abocados al fracaso a causa de una sociedad que no está preparada para recuperar a aquellos que son víctimas de las carencias del entramado de las relaciones interpersonales.

## Reparto
- Maurice Compte	-	Freddy
- Paddy Connor	-	Albert
- Jeanne Heaton	-	Katherine
- Joseph Arthur	-	Padre de Freddy
- Patrick Shining Elk	-	Caretaker
- Larry John Meyers	-	Freddy's Uncle
- David Reece	-	Deer Hunter
- Leslie Orr	-	Mujer en ATM
- Amanda Lanier	-	Rhea
- Danny Morris	-	Jerry
- Buck Truitt	-	Cajero
- Sean Wolf Hill	-	Conductor
- Rohn Thomas	-	Raymond

## Premios
- Festival de Cine de Mineápolis - Gran Premio del Jurado
- Festival de Cine de Cleveland - Mejor Director de Cine Independiente de Ohio
- Cine Junior 94 (Vale de Marne) - Gran Premio 200
- Festival de Cine de París - Premio de la Prensa
- Festival de Cine Internacional de Tesalonica 1999 - 2 premios especiales del Jurado
- Festival de Cine Independiente de los Ángeles - Mejor Director
- Festival de Cine Internacional de Locarno 1999 - Premio de la Juventud